# Ligne de concession
Lors du développement du Haut et du Bas-Canada, une ligne de concession, ou concession road en anglais, désigne une route définie sur des terres vierges par l'État colonial au bord de laquelle s'aligne des lots de ferme à développer. Les lignes de concession sont rectilignes et forment un quadrillage, en général aligné perpendiculairement ou parallèlement à une rive. Elles ont une distance de 100 chaînes, ou 2 kilomètres, de sorte que le carré dont les côtés sont formés par des lignes de concession ait une surface de 1000 acres, ou 4 km². La zone est ensuite divisée en différents lots.
Les lignes de concession sont parfois numérotées consécutivement. Par exemple, sur le territoire occupé aujourd'hui par la ville de Toronto, en Ontario, la ligne de concession orientée d'est en ouest la plus au sud, aujourd'hui rue Queen, est la 1re ligne de concession. La ligne de concession parallèle consécutive, aujourd'hui rue Bloor, est la 2e ligne de concession.

## Sources
- (en) Cet article est partiellement ou en totalité issu de l’article de Wikipédia en anglais intitulé « Concession road » (voir la liste des auteurs).